# Emir Baighasin

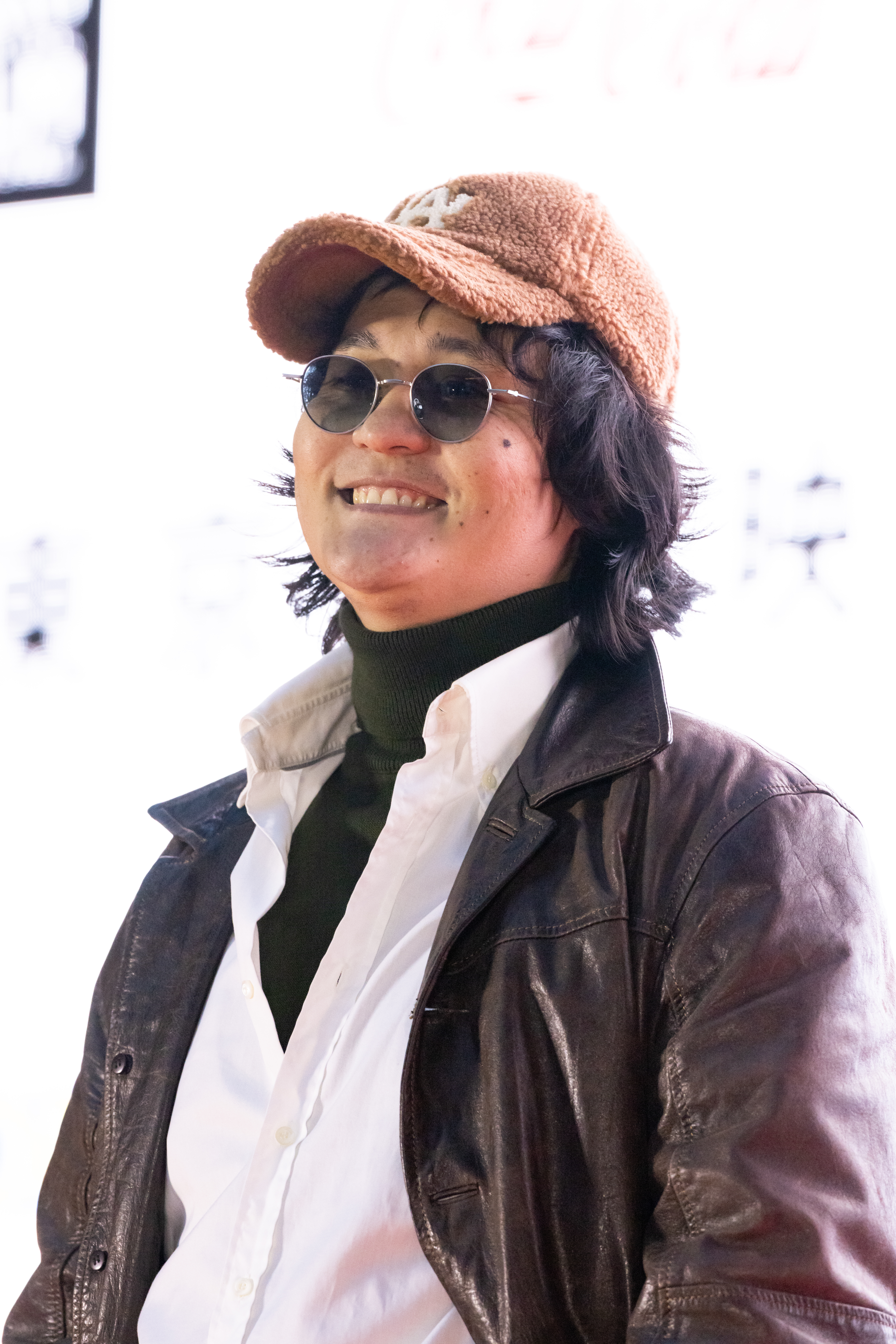
Emir Baighasin

Emir Kenscheghasyuly Baighasin (kasachisch Эмир Кенжеғазыұлы Байғазин, russisch Эмир Кенжегазиевич Байгазин, Emir Kenschegasijewitsch Baigasin; * 19. Juli 1984 in Alma-Ata) ist ein kasachischer Filmregisseur und Drehbuchautor.

## Leben
Emir Baighasin begann seine Karriere zunächst als Schauspieler am Theater von Aqtöbe, wo er von 2002 bis 2004 arbeitete. Anschließend studierte er Film- und Fernsehregie an der Nationalen Kunsthochschule. 2007 nahm er an der Asian Film Academy in Busan, Südkorea, und 2008 am Berlinale Talent Campus in Berlin teil.
Nach einer Reihe von Kurzfilmen legte er 2013 mit Harmony Lessons seinen ersten abendfüllenden Spielfilm vor. Das Drama um die Erlebnisse eines Jugendlichen in der kasachischen Provinz wurde in den Wettbewerb der 63. Berlinale aufgenommen. Der Kameramann des Films, Asis Schambakijew, wurde auf dem Festival mit dem Silbernen Bären für eine herausragende künstlerische Leistung ausgezeichnet.
Sein Film The Wounded Angel, der zweite Teil der Trilogie über Teenager und ihre komplexe Innenwelt, hatte Premiere am 16. Februar 2016 im Rahmen des Programms Panorama Special der 66. Berlinale.

## Filmografie (Auswahl)
- 2006: Cheerful and Offended (Весёлые и обиженные (Wessjolyje i obischennyje))
- 2007: Steppe (Степь (Step))
- 2008: Fatshedder
- 2009: Jean’s Video Diary
- 2013: Harmony Lessons (Асланның сабақтары/Уроки гармонии (Aslannyng sabaqtary/Uroki garmonii))
- 2016: The Wounded Angel (Жаралы періште/Раненый ангел (Scharaly perischte/Raneny angel))
- 2018: The River (Өзен/Река (Ösen/Reka))